# Sobreira Formosa
Sobreira Formosa é uma vila portuguesa do Município de Proença-a-Nova que foi sede da extinta Freguesia de Sobreira Formosa, freguesia que tinha 85,01 km² de área e 1 708 habitantes (2011), e, por isso, uma densidade populacional de 20,1 hab./km².
A Freguesia de Sobreira Formosa foi extinta (agregada) pela última Reorganização administrativa do território das freguesias, de acordo com a Lei nº 11-A/2013 de 28 de Janeiro, tendo o seu território sido agregado ao da Freguesia de Alvito da Beira para constituir a União de freguesias de Sobreira Formosa e Alvito da Beira com sede em Sobreira Formosa.
Sobreira Formosa encontra-se situada a 11Km da sede de município, Proença-a-Nova, e a 39Km da capital de distrito, Castelo Branco, sendo a segunda cidade mais próxima Abrantes, a aproximadamente 60Km.
O forasteiro surpreende-se ao deparar com Sobreira Formosa, isolada no meio do vale, num amontoado de casas que se tocam e confundem, debruçadas sobre ruas estreitas e sinuosas, igualmente antigas. A povoação é grande, sem que os traços da evidência de outros tempos se percam. Mesmo quem não conheça o passado histórico da vila nota, de imediato, que a povoação de hoje se distingue e não pode ter deixado de ser um dos principais centros da região.
Foi sede de concelho durante séculos, por mercê de um dos primeiros reis de Portugal. As datas porém perderam-se no tempo e os poucos documentos que a ela se referem, primam pela falta de clareza, originando mais confusões do que certezas. O município foi suprimido em 1855.

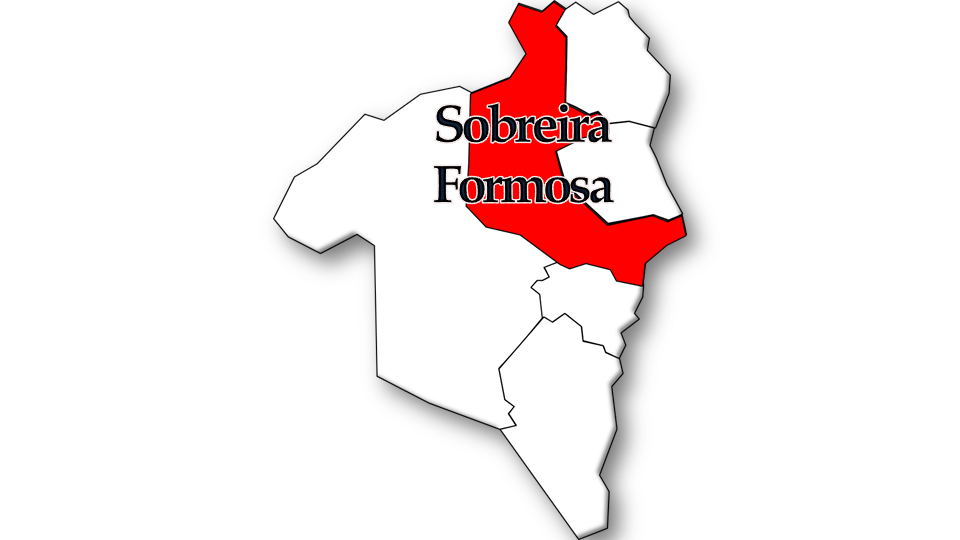
Localização no Município de Proença-a-Nova

## População
★ Com lugares desta freguesia foram criadas, em 1920, as freguesias de Alvito da Beira (1.300 hb) e Montes da Senhora (2.062 hb).

| Nº de habitantes / Variação entre censos | Nº de habitantes / Variação entre censos | Nº de habitantes / Variação entre censos | Nº de habitantes / Variação entre censos | Nº de habitantes / Variação entre censos | Nº de habitantes / Variação entre censos | Nº de habitantes / Variação entre censos | Nº de habitantes / Variação entre censos | Nº de habitantes / Variação entre censos | Nº de habitantes / Variação entre censos | Nº de habitantes / Variação entre censos | Nº de habitantes / Variação entre censos | Nº de habitantes / Variação entre censos | Nº de habitantes / Variação entre censos | Nº de habitantes / Variação entre censos | Nº de habitantes / Variação entre censos |
| ---------------------------------------- | ---------------------------------------- | ---------------------------------------- | ---------------------------------------- | ---------------------------------------- | ---------------------------------------- | ---------------------------------------- | ---------------------------------------- | ---------------------------------------- | ---------------------------------------- | ---------------------------------------- | ---------------------------------------- | ---------------------------------------- | ---------------------------------------- | ---------------------------------------- | ---------------------------------------- |
| 1864                                     | 1878                                     | 1890                                     | 1900                                     | 1911                                     | 1920                                     | 1930                                     | 1940                                     | 1950                                     | 1960                                     | 1970                                     | 1981                                     | 1991                                     | 2001                                     | 2011                                     |                                          |
| 4 184                                    | 4 746                                    | 5 272                                    | 5 902                                    | 7 454                                    | 7 137                                    | 4 277                                    | 5 388                                    | 5 730                                    | 5 122                                    | 3 895                                    | 3 293                                    | 2 752                                    | 2 116                                    | 1 708                                    |                                          |
|                                          | +13%                                     | +11%                                     | +12%                                     | +26%                                     | -4%                                      | -40%                                     | +26%                                     | +6%                                      | -11%                                     | -24%                                     | -15%                                     | -16%                                     | -23%                                     | -19%                                     |                                          |

|     | 0-14 anos  | 15-24 anos | 25-64 anos | 65 e + anos |
| Hab | 194 \| 139 | 270 \| 117 | 889 \| 740 | 763 \| 712  |
| Var | -28%       | -57%       | -17%       | -7%         |

## Origens
O antigo concelho de Vila Nova, e actual freguesia de Sobreira Formosa, foi terra de uma bastarda de D. Sancho I, certamente por doação paterna. Essa princesa foi D. Constança Sanches, que concedeu o foral, em 1222, ao que se julga com o prior de S. Gregório. Este foral contém disposições de grande importância no estudo da sociedade medieval. Ainda no referido documento, D. Constança dispõe que as igrejas do concelho deveriam ser do bispo da Guarda, até à morte dele e, depois, ficariam a quem ele entendesse.
Foi, ainda, com a designação de Vila Nova que foi concedido, à povoação, Foral Novo, por D. Manuel I, no primeiro de Junho de 1510.
O topónimo composto Sobreira Formosa é derivado do latim vulgar suberatum, de «terreno de sobreiros» e de «formoso» do latim formõsu.

## Lenda
A tradição justifica o topónimo Sobreira Formosa com uma lenda, segundo a qual, junto de um Sobreiro, gozando a sua sombra estavam, certo dia, fiando caprichosamente, com as suas mãos delicadas, três bonitas raparigas, risonhas e felizes. Dedicando-se a essa tarefa, já ali se encontravam havia algumas horas, quando por ali passou outra pessoa. Fitou-as encantado e, apontando para uma delas, logo disse que ela era formosa. Repetiu-o e, radiantes, elas todas lhe dirigiram palavras carinhosas, continuando, no entanto, à sombra da sobreira. O caso tornou-se conhecido, voltando a pronunciar-se as palavras «formosa» e «sobreira». Tanto isto aconteceu que, olhando a jovem fiandeira e a árvore, a terra que vivia sem nome passou a denominar-se Sobreira Formosa.

## Heráldica
- Brasão: Escudo de azul, fretado de ouro, tendo brocante um sobreiro arrancado de verde; campanha ondada de prata e azul. Coroa mural de prata de quatro torres. Listel branco, com a legenda a negro «Sobreira Formosa».
- Bandeira: esquartelada de amarelo e azul. Cordão e borlas de ouro e azul. Haste e lança de ouro.
- Selo: nos termos da Lei, com a legenda «Junta de Freguesia de Sobreira Formosa – Proença-a-Nova».

## Gastronomia

### Pratos Típicos
- Riscadinhos da Ribeira com feijão frade e almeirão
- Afogado da boda
- Maranhos
- Plangaios

### Doçaria
- Filhós
- Bolo de Mel
- Tigelada
- Bolinhos de azeite
- Broas de Mel

### Bebidas
- Aguardente de medronho

## Artesanato
- Latoaria
- Tecelagem

## Jogos tradicionais
- Malha
- Fito
- Pião
- «Bilharda»
- Tala

## Festas e feiras

### Festas
- Festa de São Tiago Maior (3º fim-de-semana de Agosto)
- Festa do Sagrado Coração de Jesus (último Domingo de Setembro)
- Festa de Nossa Senhora da Lapa (1º fim-de-semana de Agosto, em Cunqueiros)
- Festa de Nossa Senhora do Perpétuo Socorro (4º Domingo de Agosto, em Atalaia)
- Festa do Coração de Maria (Carnaval, em Fórneas)
- Romaria da Senhora da Saúde (2ª feira de Páscoa, em Maxiais)

### Feiras
- Feira de São Sebastião (20 de Janeiro)
- Feira de São José (19 de Março)
- Feira de Agosto (1º Domingo de Agosto)
- Feira de Setembro (8 de Setembro)
- Mercado Mensal (1º Domingo do mês)

## Ensino
Actualmente apenas existe na vila uma escola de ensino básico do 1.º ciclo com jardim de infância; no entanto, já houve a presença do Instituto de S. Tiago, um colégio de cariz privado, mas de frequência pública e gratuita, aberto em 1986, que lecionava desde o 2.º ciclo do ensino básico até ao ensino secundário regular. O colégio encerrou em 2016, devido ao decréscimo do número de alunos, ao que se juntaram os problemas financeiros e o corte de apoios por parte do Estado. 

## Locais de interesse turístico
- Igreja Matriz
- Biblioteca
- Centro de Artes e Ofícios
- Cruzeiro
- Museu Etnográfico
- Praia Fluvial da Fróia
- Ulmeiro na Praça do Comércio (classificado como monumento vivo de interesse público)
- Aldeias Típicas:
  - Cunqueiros
  - Figueira
  - Maxiais
  - Oliveiras
  - Pedreira
  - Herdade;
  - Alvito da Beira

## Colectividades e Instituições
- AGROFROIA – Cooperativa Agrícola dos Olivicultores da Fróia, CRL
- Apif - Apicultura CRL
- Associação de Agricultores e Regantes da Sobreira Formosa
- Associação Desportiva Cultural e Recreativa de Atalaias
- Associação Desportiva Cultural e Recreativa de Cunqueiros
- Associação Recreativa e Cultural Amigos da Herdade
- Associação do Esfrega
- Associação do Vale da Ursa
- Centro Social das Fórneas
- Cooperativa Agrícola das Fórneas, CRL
- Cooperativa Agrícola dos Olivicultores da Sobreira Formosa, CRL
- Cooperativa de Olivicultores da Castanheira
- Cooperativa de Olivicultores do Esfrega
- Cunqueiragro – Produção de Azeites, CRL
- Grupo de Danças e Cantares Populares de Sobreira Formosa
- Instituto de S. Tiago - Cooperativa de Ensino, CRL (5º ao 12º ano) (extinto)[3]
- Santa Casa de Misericórdia de Sobreira Formosa (desde 1598)
- Sport Clube Sobreirense (desde 1930)

## Lugares da freguesia
Localidades da antiga Freguesia de Sobreira Formosa:
- Atalaias
- Casa Nova
- Castanheira
- Cunqueiros
- Esfrega
- Figueira
- Fórneas
- Fróia
- Giesteiras Cimeiras
- Giesteiras Fundeiras
- Maxiais
- Oliveiras
- Pedras Brancas
- Pedreira
- Penafalcão
- Pereiro
- Porteleiros
- Cor da Cabra
- Póvoa
- Pucariço
- Ribeiro de Gomes
- Ripanço
- Sesmos
- Sobral Fernando
- Sobreira Formosa
- Souto
- Vale da Ursa
- Venda
- Chão Redondo
- Catraia Cimeira
- Travesso